# Matouš Nikl
Matouš Nikl (* 2. únor 2002 Norimberk) je český fotbalový obránce. Od roku 2025 hraje za FC Silon Táborsko. Jeho otec Marek Nikl je fotbalový trenér a bývalý obránce.

## Kariéra
S fotbalem začal v týmu MFK Dobříš, zde zůstal až do roku 2014. Poté přestoupil do FK Příbram, kde nastupoval v U17 a U19. V roce 2021 odešel do B týmu SK Slavia Praha. V červenci roku 2023 přestoupil do týmu SK Dynamo České Budějovice, kde působil do ledna roku 2025, než přestoupil do druholigového týmu FC Silon Táborsko.